# Chefe Silva
António da Silva (Caldelas, Amares, 29 de março de 1934 - Lisboa, 14 de outubro de 2015) mais conhecido por Chefe Silva, foi um chef de cozinha e empresário português. Foi dos mais conceituados e famosos Chefs de Cozinha Tradicional Portuguesa, e ficou conhecido pela revista TeleCulinária, da qual foi o fundador, e também pelos inúmeros programas televisivos em que participou.

## Biografia
Oriundo da Vila Termal de Caldelas, no concelho de Amares, a sua família materna, era de origem humilde, camponeses que se estabeleceram por Caldelas, já a família paterna, é proveniente da família Vinhas, família conceituada da terra. 
Cedo ficou órfão de pai, e como na escola o consideravam inteligente, passou para o seminário para estudar para padre, no entanto pela falta de vocação, fugiu, foi para Caldelas e começou a trabalhar nas obras e também como ferreiro. Pensou ser empregado de mesa, mas ganhou o gosto pela culinária com a mãe.
Aos 18 anos mudou-se para Lisboa e trabalhou no actual Turim Suisso Atlântico Hotel e, depois, no Hotel do Império. Com 24 anos, viajou até Lourenço Marques, onde se tornou chefe de cozinha do Hotel Girassol, do Hotel Xai-Xai e do restaurante do aeroporto local.
De regresso a Lisboa, trabalhou no Hotel Avenida Palace e deu aulas na Obra das Mães e no Instituto Culinária Margarina Vaqueiro. 
Após ter terminado o curso na Escola de Hotelaria de Lisboa com distinção, foi chefe do Grill do Hotel Altis e depois diretor de Produção da Eurest Portugal. Mais tarde inaugurou o restaurante Super Chefe, em Lisboa. Foi, durante 30 anos, director técnico da revista Tele-Culinária.
Autor de diversos livros, ao longo da vida foi agraciado com vários prémios e medalhas. Foi membro honorário de várias confrarias gastronómicas nacionais e internacionais, foi fundador e presidente da [Associação de Cozinheiros e Pasteleiros de Portugal](https://www.acpp.pt/) e membro honorário da Academia do Bacalhau em Nova Jérsia. Em janeiro de 2001 o Chefe Silva foi entronizado Confrade de Honra da Confraria Gastronómica do Bacalhau, e em  janeiro de 2004 foi entronizado Confrade Efetivo da mesma Confraria. Foi homenageado, em 2004, pela Câmara Municipal de Amares com o descerramento de uma placa toponímica com o seu nome na vila de Caldelas, sua terra natal. 

### Televisão
- Teve um programa televisivo na RTP, em 1975, onde apresentava receitas culinárias.
- Participou em vários programas televisivos a convite de Júlio Isidro
- Participou durante vários anos no programa; Praça da Alegria da RTP

### Livros
- Em 2002, o "Chef" lançou o seu primeiro livro, "Petiscos e Patuscadas"
- 2002 - "Sabores Além-Mar"
- 2003 - "Bacalhau à Portuguesa"
- 2004 - "Bolos e Doces à Chefe Silva"
- 2004 - "Bacalhau à Chefe Silva"
- 2005 - "Doçaria Conventual Portuguesa"
- 2006 - "Best Of - As Minhas Melhores Receitas" (apresentando algumas inéditas) - Texto Editores
- 2015 - "Best Of - As Minhas Melhores Receitas" (receitas do Chefe Silva, confeccionadas e divulgadas ao longo de mais de 60 anos) - Casa das Letras